# カワ町

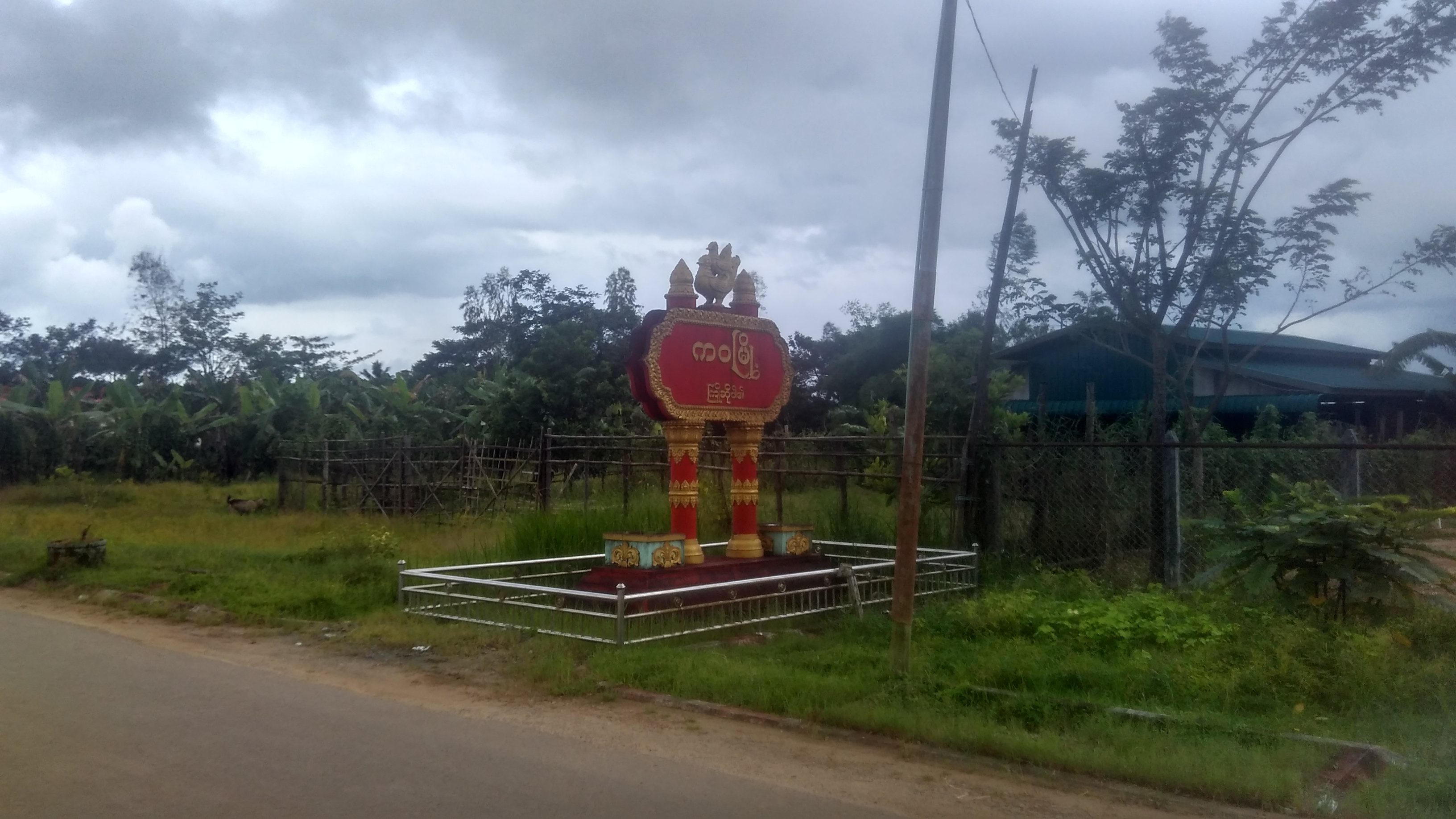
カワ町

カワ町（ビルマ語: ကဝ(မြို့)、ALA-LC翻字法: Ka va (mrui')、ビルマ語発音: [ka̰wa̰ (mjo̰)] カワ(・ミョウ)）はミャンマー、バゴー地方域のバゴー川の東にある町。人口は17396人。

## 名前の由来
カワという地名はモン語に由来し、その意味はこの地に生息しビルマ語でリンミーズエー（လင်းမြီးဆွဲ）と呼ばれるオウチュウ科の鳥のことである。

## 交通
カワ町へは、電車ならトンヂー駅から行くことができる。車ではインタコー町、もしくはオンフネー村から行くことができる。

## 経済
カワ町はシッタン川とバゴー川の間にある。また、港の近くにある村では塩が作られている。米も多く植えられている。
バッグ（လွယ်အိတ် ルエエイッ と呼ばれる肩掛けカバン）とロンジーも作られており、特にカワのバッグは有名である。

## ゆかりのある著名人
1. ウー・トゥンミン (ဒဂုန်ဦးထွန်းမြင့်)
2. チッサンウィン (ချစ်စံဝင်း) - 作家。厳密にはイッカンヂー村（ရစ်ကန်ကြီး(ရွာ)）出身。
3. ウー・シュエアウン (ဦးရွှေအောင်) - 仏教関連の著述家。厳密にはパレー村（ဖလေး(ရွာ)）出身。
4. ミンアウン（英語版） (မြင့်အောင်) - 映画俳優・映画監督。厳密にはテッカラ（သက္ကလ）出身。
5. チッウィンニュン (ချစ်ဝင်းညွန့်) - 作家。
6. マウンマウンピュー (မောင်မောင်ဖြူ)[2]
7. ネーミン (နေမင်း) - 俳優。